# Чувари формуле
Чувари формуле је српски биографски драмски филм из 2023. године у режији Драгана Бјелогрлића, по сценарију Вука Ршумовића. Настао је по мотивима романа Случај Винча професора Горана Милашиновића, који је био и сарадник на сценарију. Снимање је трајало око годину дана на аутентичним локацијама у Србији, Словенији и Француској у периоду 2022/23.
Светскa премијера филма је одржана 4. августа 2023. године на филмском фестивалу у Локарну у Швајцарској у оквиру престижног програма Piazza Grande, где је освојио две награде: награду Варајети за најбољи филм у селекцији Piazza Grande и награду Зелени леопард која се додељује филмовима са најупечатљивијом поруком. Филм је 15. августа 2023. године приказан ван конкуренције у оквиру главног програма 29. Сарајево филм фестивала, док је премијера у Србији одржана 24. октобра 2023. године.

## Радња
У јеку хладноратовске кризе октобра 1958. године, група научника у Институту Винча спроводи тајни пројекат који предводи професор Драгослав Поповић. Стицајем непредвиђених околности, они бивају изложени смртоносној дози зрачења, због чега их југословенска тајна полиција одводи на лечење на клинику Кири у Паризу.
Француски докторски тим на челу са професором Жоржом Матеом закључује да је њихово стање критично и да су им дани одбројани. Иако је професор Мате цео свој живот посветио борби против нуклеарног наоружања и дубоко презире пројекат на којем су радили југословенски научници, он предлаже да се по први пут у историји изведе деликатна и неизвесна интервенција замене коштане сржи озрачених пацијената.

## Улоге
| Глумац                | Улога               |
| --------------------- | ------------------- |
| Радивоје Буквић       | Драгослав Поповић   |
| Алексис Маненти       | Жорж Мате           |
| Лионел Абелански      | доктор Јаме         |
| Жереми Лахерт         | Леон Шварценберг    |
| Оливијер Бартелеми    | Дервал              |
| Ане Сара              | Одет Драги          |
| Огњен Мићовић         | Живота Вранић       |
| Јован Јовановић       | Радојко Максић      |
| Алиса Радаковић       | Роса                |
| Предраг Манојловић    | Павле Савић         |
| Драган Бјелогрлић     | Aлександар Ранковић |
| Жан Луис Кулох        | Рејмон              |
| Седрик Апеито         | Пабион              |
| Маја Чампар           | Вера                |
| Јуриј Древешенк       | Алеш Бабник         |
| Арно Хамберт          | доктор              |
| Ана Благојевић        | гђа Мате            |
| Пјер Француис         | донор 1             |
| Станислава Јефтић     | сестра Тијамет      |
| Жером Хенри           | донор 2             |
| Жан Баптист Демаригни | доктор              |
| Никола Кмирнац        | Паскал              |
| Лорен Руи             | Гарденер            |
| Јована Кнежевић       | сестра Емили        |
| Предраг Лукић         | Пабион              |
| Сара Новак            | доктор Симон        |
| Небојша Рако          | Одетин муж          |

## Награде
- Пројекција на филмским фестивалима у Талину, Палм Спрингсу, Љубљани, Загребу
- Пројекција на главној такмичарској пројекцији на међународном филмском фестивалу у Пекингу[12][13]

- Гран при Леотар на 12. фестивалу европског и медитеранског филма у Требињу[14]
- Гран при - Велика Златна мимоза 37. филмског фестивала у Херцег Новом - Монтенегро филм фестивал; плакета Зоран Живковић за најбољи филм[15]

- 59. Филмски сусрети Ниш: награда Цар Константин за најбољу мушку улогу Радивоју Буквићу; повеља за изузетну мушку улогу Јовану Јовановићу; повеља за најбољу епизодну мушку улогу Огњену Мићовићу; награда за најбољег страног глумца Маји Чампар[16]